# 장흥 장천재
장흥 장천재(長興 長川齋)는 대한민국 전라남도 장흥군 관산읍 옥당리에 있는 건축물이다. 1978년 9월 22일 전라남도의 유형문화재 제72호로 지정되었다.

## 개요
천문과 지리에 밝았던 존재 위백규(1727∼1798)가 제자를 가르쳤다고 전해지는 곳으로 고려 공민왕 21년(1372)에 처음 지어졌으나, 많이 파손되어 조선 고종 때(1870년경) 다시 지어져 오늘에 이르고 있다.
ㄷ자형의 구조를 하고있는 이 건물은 앞면 5칸·옆면 4칸 규모로, 지붕　옆면이 여덟 팔(八)자 모양인 팔작지붕집이다. 가운데 3칸은 온돌방이고 양쪽의 앞뒤는 누마루 형식으로 난간을 설치하여 돌출되어 있다. 양쪽 누마루의 지붕은 앞면에서는 팔작지붕의 모습인데 반해, 뒷면에서는 지붕 옆면이 사람 인(人)자 모양인 맞배지붕 형식을 하고있어 특이하다.

## 참고 문헌
- 장흥장천재 - 국가유산청 국가유산포털